# Подлесьна (Вармінсько-Мазурське воєводство)
Подлесьна (пол. Podleśna, нім. Klingerswalde) — село в Польщі, у гміні Добре Място Ольштинського повіту Вармінсько-Мазурського воєводства.
Населення — 276 осіб (2011).
У 1975-1998 роках село належало до Ольштинського воєводства.

## Демографія
Демографічна структура станом на 31 березня 2011 року:
|          | Загалом | Допрацездатний вік | Працездатний вік | Постпрацездатний вік |
| -------- | ------- | ------------------ | ---------------- | -------------------- |
| Чоловіки | 150     | 40                 | 97               | 13                   |
| Жінки    | 126     | 31                 | 71               | 24                   |
| Разом    | 276     | 71                 | 168              | 37                   |